# Partido del Trabajo de España
El Partido del Trabajo de España (PTE) fue un partido político español de ideología comunista, concretamente marxista-leninista-maoísta y muy marcadamente antirrevisionista, fundado clandestinamente en 1967, durante la dictadura franquista y bajo el nombre de Partido Comunista de España (internacional) o PCE(i) siendo además del primer partido comunista de índole maoísta en España, también fue la segunda escisión del PCE después del hoxhaísta y también antirrevisionista PCE (m-l) en 1964.
Su primer secretario general fue Eladio García Castro. En 1975 cambió su denominación a Partido del Trabajo de España (PTE). Se fusionó en 1979 con la Organización Revolucionaria de Trabajadores (ORT) para dar lugar al efímero Partido de los Trabajadores (PT), que posteriormente se refundaría en 2009.

## Historia
El origen del PTE se encuentra en la escisión del grupo Unidad del Partido Socialista Unificado de Cataluña (PSUC), partido federado con el Partido Comunista de España (PCE) en Cataluña, al que se unieron otros colectivos que igualmente se escindieron del PCE principalmente en Madrid, Zaragoza y Sevilla, adoptando el nombre de Partido Comunista de España (internacional) en 1967.
Cinco años después, en marzo de 1973, se celebró el Congreso de Constitución del PCE(i), en el que se sentaron las bases de la línea política del Partido de aquella época, posteriormente enriquecida por las resoluciones del III Pleno del Comité Central, en abril de 1974 y de la I Conferencia del PCE(i), en febrero de 1975. El PCE(i) inició a partir de aquel momento un camino ascendente ininterrumpido hasta 1980, logrando una gran implantación e influencia en las principales concentraciones industriales del país y en los campos de Andalucía. Se integró en la Assemblea de Catalunya y en otros organismos unitarios de la oposición antifranquista, convirtiéndose en la fuerza política más importante e influyente a la izquierda del PCE.
En febrero de 1975, en la I Conferencia del PCE(i), cambió su denominación por la de Partido del Trabajo de España (PTE) y adoptó una estructura federal, decisiones aprobadas por unanimidad de todos los asistentes a la conferencia. En marzo de ese mismo año, el PTE fue aceptado como miembro de pleno derecho en la Junta Democrática de España, en la que fue representante uno de los fundadores y de los más destacados dirigentes del partido, Nazario Aguado.
En 1977 se incorporó al PTE el Partido Comunista de Unificación (PCU), creado en 1976 por la unión de dos grupos: Lucha de Clases y Larga Marcha hacia la Revolución Socialista, a los que se unió a finales de ese mismo año la Organización Comunista Información Obrera.
El 15 de junio de 1977 el PTE se presenta a las elecciones generales y, al ser todavía ilegal, se unió a algunos partidos locales como el Partido Socialista Independiente (PSI), el Bloque Socialista Independiente (BSI) y el Partido de Unificación Comunista de Canarias (PUCC), formando la coalición electoral Frente Democrático de Izquierdas (FDI), que consiguió 122.608 votos (0,67%). En Cataluña se unió con Esquerra Republicana de Catalunya (ERC), en la coalición Esquerra de Catalunya-Front Electoral Democràtic (EC-FED) que consiguió otros 143.954 votos (0,79%); en total 266.562 votos (1,46%). Esta última coalición obtuvo un diputado a Cortes por Barcelona, Heribert Barrera, a la sazón secretario general de ERC. 
Tras su legalización, se presenta en solitario como PTE a las elecciones generales del 1 de marzo de 1979, consiguiendo 192.798 votos (1,07%). En estos comicios obtuvo algunos resultados significativos en varias provincias como: 4,68% en la de Zaragoza, 3,95% en la de Sevilla y 3,20% en la de Cádiz. 
El 3 de abril, en su última participación electoral, en las elecciones municipales, obtuvo 147.627 votos (0,90%), consiguiendo 228 concejales y tres diputados provinciales y, entre otras, las alcaldías de localidades como Lebrija, en la provincia de Sevilla; Baena y Posadas en la provincia de Córdoba; Puerto Real, en la de Cádiz; Motril, en la de Granada; y Estepona, en la de Málaga.
En estas elecciones municipales, el PTE y la ORT, iniciado ya el proceso de unificación, pero no concluido, tomaron el acuerdo de apoyar a la candidatura con mayores posibilidades de ambas organizaciones, intercambiando militantes en las mismas, por lo que en unos lugares la candidatura correspondería al PTE y en otros a la ORT. Con esta estrategia, el conjunto de lo que sería posteriormente el Partido de los Trabajadores consiguió 262.166 votos, 335 concejales, 11 diputados provinciales y 20 alcaldías. Pero aunque se consiguió una buena representación municipal, la estrategia no cumplió con lo esperado, pues la suma conjunta de ambas organizaciones en las anteriores elecciones generales del 1 de marzo de ese mismo año fue de 320.315 votos (58.149 votos menos en esta ocasión).
El 20 de marzo de 1980 el Partit del Treball de Catalunya (PTC) se presentó a las elecciones al Parlamento de Cataluña junto al Movimient Comunista de Catalunya (MCC), la Liga Comunista Revolucionaria (LCR) y Bandera Roja, bajo la coalición electoral Unitat pel Socialisme, consiguiendo 33.086 votos (1,22%).
A lo largo de su historia, el PTE tuvo su mayor implantación en Andalucía, Cataluña, Aragón, Cantabria y Madrid.
El 24 de julio de 1979, tras la unificación con la ORT, ambas organizaciones se disolvieron para crear un nuevo partido, el Partido de los Trabajadores, que dejó de funcionar en 1980.

## Organización

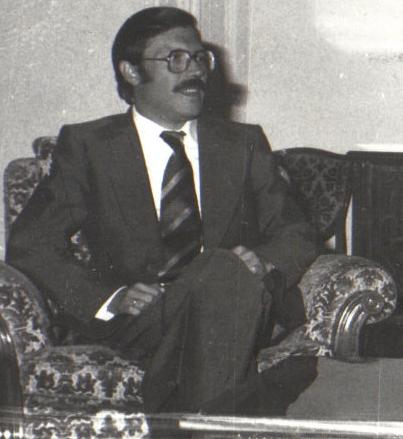
Eladio García Castro, Secretario General del PTE durante la Transición.

El PTE impulsó la creación de la Confederación de Sindicatos Unitarios de Trabajadores (CSUT) tras escindirse sus cuadros y militantes en 1976 de Comisiones Obreras (CCOO), tras la decisión de éstas de transformarse en una central sindical. De la CSUT formaba parte el Sindicato de Obreros del Campo (SOC) de Andalucía, precursor del actual SAT.
La organización juvenil del PTE fue la Joven Guardia Roja de España (JGRE), que hasta 1973 se llamó Juventudes Universitarias Revolucionarias (JUR) y cuyo órgano de prensa fue La Voz de la JGRE. La JGRE tuvo como secretaria general a Pina López Gay.
A partir de 1974, a raíz de la Revolución de los Claveles en Portugal, impulsó la transformación democrática en los cuarteles (entonces con un servicio militar obligatorio) mediante la creación de la Unión Democrática de Soldados (UDS), llevando a cabo diversas acciones en toda España. A partir de 1978 impulsó la creación de un Sindicato Europeo de Soldados, que cristalizó en ECCO (European Conference of Conscripts Organizations), organización que aún hoy sobrevive. El representante de la UDS, junto con el representante del VVDM de los Países Bajos y del Movimiento de Soldados de Suecia, formaron durante tres años el primer comité de dirección de la mencionada organización. Esta iniciativa recibió el apoyo de otras organizaciones juveniles, en especial de las Juventudes Socialistas de España (JSE).
Sus publicaciones fueron a nivel estatal las de Mundo Obrero Rojo (1969-1975), El Correo del Pueblo (1975-1977) y La Unión del Pueblo (1977-1979); en Euskadi, el órgano del Comité Nacional era Jeiki (Levantarse en euskera), y el Comité Nacional de Cataluña publicaba Avant. y el "Venceremos".
Tras la unificación con la Organización Revolucionaria de Trabajadores (ORT), el órgano de prensa unificado fue Yesca.

### Organización territorial
Una vez restablecida la democracia, el PTE se organizó a nivel territorial en 4 áreas:
- Área Noroeste

| Territorio         | Organización territorial                                            |
| ------------------ | ------------------------------------------------------------------- |
| Asturias           | Partíu del Trabayu d'Asturies (PTA)                                 |
| Cantabria          | Partido del Trabajo de Cantabria (PTC)                              |
| Castilla y León    | Partido del Trabajo de Castilla y León (PTCyL)                      |
| Galicia            | Partido do Traballo de Galicia (PTG)                                |
| La Rioja           | Partido del Trabajo de La Rioja (PTLR)                              |
| País Vasco Navarra | Partido del Trabajo de Euskadi-Euskadiko Lanaren Alderdia (PTE-ELA) |

- Área Noreste

| Territorio           | Organización territorial                    |
| -------------------- | ------------------------------------------- |
| Aragón               | Partido del Trabajo de Aragón (PTA)         |
| Cataluña             | Partit del Treball de Catalunya (PTC)       |
| Comunidad Valenciana | Partit del Treball del País Valencià (PTPV) |
| Islas Baleares       | Partit del Treball de les Illes (PTI)       |

- Área Centro

| Territorio          | Organización territorial                  |
| ------------------- | ----------------------------------------- |
| Castilla-La Mancha  | Partido del Trabajo de Castilla-La Mancha |
| Comunidad de Madrid | Partido del Trabajo de Madrid (PTM)       |
| Extremadura         | Partido del Trabajo de Extremadura        |
| Canarias            | Partido del Trabajo de Canarias           |

- Área Sur

| Territorio       | Organización territorial               |
| ---------------- | -------------------------------------- |
| Andalucía        | Partido del Trabajo de Andalucía (PTA) |
| Ceuta            | Partido del Trabajo de Ceuta           |
| Melilla          | Partido del Trabajo de Melilla         |
| Región de Murcia | Partido del Trabajo de Murcia          |